# Drosophila soonae
Drosophila soonae är en tvåvingeart som beskrevs av Hajimu Takada och Jung-Hoon Yoon 1989. Drosophila soonae ingår i släktet Drosophila och familjen daggflugor.
Artens utbredningsområde är Hawaii.